# Història de Mauritània
La història de Mauritània és la història del territori de l'actual estat de Mauritània.

## Prehistòria
Nombrosos jaciments arqueològics mostren que fou habitada des del Paleolític. Al Neolític (vers 2000 a 1000 aC en aquesta zona) la població en alguns punts tenia una alta densitat. S'han trobat uns 250 pobles al Zhar de Tishit que eren habitats per negroides ancestres dels moderns hratin (singular hartani); la majoria vivia a la regió d'Adrar, Tagant i Hawd i eren caçadors, amb habilitat per la poteria. Més tard van explotar el coure a la regió d'Akjoujt en el període calcolític. El clima era més fresc i humit que avui dia i la fauna apareix en diverses pintures rupestres; també apareix una cultura de pescadors a la costa amb trets comuns amb les cultures del Sàhara occidental i el Marroc. Aquestos pobles van emigrar cap al sud quan va començar la desertificació, que per l'arqueologia se sap que fou brusca i brutal. Al seu lloc van arribar pobles amazigòfons que coneixien el coure i el ferro, muntaven a cavall (i en carro) i caçaven estruços i gaseles. Són els que van introduir el camell en els primers segles de la nostra era. Eren parents dels gètuls clàssics i van deixar abundants restes de la seva presència, i inscripcions libicoamazigues que s'han trobat. També aquestos amazics van haver de baixar cada cop més al sud per la sequera. El Regne de Ghana va sorgir després del segle vi, potser al VII, i alguns el consideren un renaixement cultural de la primera cultura negroide emigrada.

## Edat mitjana
El Regne de Ghana va tenir una gènesi llarga. Al segle VIII ja fou esmentat com el regne de l'or per al-Yaqubí. Dominava a la part del quart sud-est de la moderna Mauritània. A la part sud-oest una població islamitzada progressivament, d'ètnia tocolor (tokeleur, al-Takrur) habitava als dos costats del riu Senegal. Al nord una sèrie de regnes amazics sanhadja, el principal dels quals era el d'Awdaghost, va acabar caient en l'òrbita de Ghana, centrat inicialment a l'Awkar (l'Hawd oriental) i prop de Kumbi Sali (o Kunbi Salih), al sud de Tinbadgha (Timbédra).
Al segle xi hi ha notícies del primer rei tocolor (rei de Takrur), que tot i que la major part dels seus dominis eren fora de Mauritània, s'estenia també a la part sud-oest d'aquesta. El seu nom fou War Dyabe o War Ndyay, i va morir el 1040-1041. L'islam va arribar al riu Senegal un temps abans i un santó tocolor, Abu Muhammad ibn Abd Allah al-Takruri, ja vivia a Egipte a finals del segle x. Quan el moviment almoràvit es va iniciar al Sàhara occidental i nord de Mauritània al segle xi, aquestes regions depenien més o menys nominalment de l'Imperi de Ghana, que era pagà, tot i que hi havia molts musulmans. Les regions dels sanhadja formaven una confederació coneguda com a Anbiya (Velats) i la formaven els Gudala (de Riu d'Or), els Masufa (de la regió del Draa) i els Lamtuna (de l'Adrar cap al nord fins a Saguia al-Hamra i el Tagant, que per un temps van dominar també Awdaghost. S'havien islamitzat però només superficialment. Un d'aquestos regnes amazics sanhadja tenia el seu origen en Tilutan o Tayaluthan (suposadament musulmà, mort el 837) i havia continuat amb xeics musulmans fins a Tarashni (mort el 1023), sogre de Yahya ibn Ibrahim, musulmà pietós pel qual va sorgir el moviment al-morabitun (almoràvits) uns anys després. Encara que el moviment dels morabitun va suposar una islamització profunda, els gudales se'n van allunyar i els almoràvits es van dirigir al nord i les poblacions de la moderna Mauritània no foren islamitzades del tot fins més tard.

## Moviment almoràvit
Els almoràvits foren un poble de nòmades amazics del Sàhara que al segle xi fundaren la quarta dinastia del Marroc.
Al segle xi els lamtuna exercien la supremacia entre els amazics; vers el 1034 Yahya ibn Ibrahim, cap dels gudala del Sahàra occidental, emparentat amb els lamtuna (de Mauritània), encara que a vegades enfrontats, va enviar un jurista de la tribu anomenat Jawhar ibn Sakkun a fer la peregrinació a la Meca vers el 1040. Quan en feia el viatge de tornada va anar a Kairuan, on es va entrevistar amb el prestigiós alfaquí Abu-Imran al-Fassí per islamitzar el seu poble, que el va remetre a un mestre maliquita del Sus, Uggwag ibn Zalwi i aquest va encarregar la tasca a un antic alumne seu, Abd-Al·lah ibn Yassín al-Ghazulí que va fundar un ribat on es va originar la secta dels almoràvits, i aconseguiren el suport primer dels gudala i després dels lamtuna.
Mort Yahya, els lamtuna estaven dirigits per Yahya ibn Úmar al-Lamtuní i a la seva mort en la batalla de Tabfarilla pel seu germà Abu-Bakr ibn Úmar al-Lamtuní. Els gudala es van separar dels almoràvits i es van retirar al sud. Cap al 1053, els almoràvits van començar a expandir les seves creences religioses a les tribus del Sàhara; després d'això van començar a expandir al seu poder primer a les tribus del voltant, després cap al Magrib, on funden ciutats com Marràqueix el 1062, el 1075 conquereixen l'Imperi de Ghana i el 1080 el Regne de Tlemcen (l'actual Algèria).

## Awlad Hàssan
No se sap quan va desaparèixer la influència almoràvit a Mauritània. Tampoc se sap si el Regne de Mali va arribar a aquesta zona. Sembla que els lamtuna, la tribu principal, es van dividir en quatre grups: Id ag Bambara, Id Abyan, Ahl Imbay i Ahl Aritnin (aquestos dos últims englobats en un grup anomenat itmaddak). Es pensa que els itmaddak podrien tenir origen en la dar o ribat almoràvit d'Aratnanna de la meitat del segle xi. Tots els clans pretenen ser descendents d'Abu Bakr ibn Úmar al-Lamtuní i de Yússuf ibn Taixfín. Elements iamtunes són esmentats a Tadamakkat a Mali i a Agadès al Níger. Al nord de la moderna Mauritània els iamntunes van entrar a la confederació sanahdjiana d'Ibdukalen, i els masufes recorrien el desert controlant la mina de sal de Taghaza i la població de Walata a l'Adrar.
Llavors (segles XIV i XV) van penetrar a Mauritània grups amazics procedents del sud del Marroc i el Sàhara occidental, entre els quals els ancestres dels Zwaya Rashmuda, que van absorbir als gudales. També van arribar-hi els Kunta, que després van acabar residint al Sàhara algerià i malià i procedien del Tadjakant. Els àrabs Banu Makil (iemenites) havien arribat al sud del Marroc procedents d'Egipte, al segle xiii, i van entrar al servei dels marínides i foren encarregats de recaptar impostos més enllà de l'Atlas; però la sequera, i els càstigs a què s'enfrontaven pel seu gust pel pillatge, els van fer emigrar al sud buscant controlar el comerç saharià. S'anomenaven a si mateixos Awlad (Dhawi) Hassan, nom que encara s'utilitza. Al segle xv la fracció dels Awlad Nasir (aliats segurament als Kunta) va sotmetre a vassallatge els sanhadja de Zammur i d'Ijjil (modernes muntanyes Hassan), així com altres grups hassanites del Wadan i Tagant (al segle xvi) i la terra de l'Hawd (segle XVII). Nombroses tribus amazigues van quedar així com a clientes dels Hassan, moltes de la moderna Mauritània i altres dels territoris de l'entorn.
Al segle xv els portuguesos van aparèixer a les costes de Mauritània. El 1434 Gil Eanes va arribar al cap Bojador i entre 1442 i 1445 expedicions manades per Gonçalves i Lanzarote van descobrir Naar, Tidra i Arguin. La població de Wadan a l'Adrar va atreure l'atenció dels portuguesos per la seva relació comercial amb el Tishit i el Sudan interior, i Alvise Cadamosto (1455-1457) ho esmenta repetidament. La primera colònia europea, la van establir els portuguesos a l'illa d'Arguin el 1448. Van crear factories a la costa i van intentar estendre la seva influència a l'interior, on també van crear factories encara que poques. Aquest comerç va passar al segle xvii als castellans, i la factoria principal després d'Arguin fou Portendick (Marsa Djarida). El 1626 els francesos es van establir a la desembocadura del riu Senegal. El 1638 en la guerra entre castellans i holandesos, aquestos van ocupar Arguin, que van cedir als anglesos al cap de 27 anys (1665).

## Guerra de Shurbubba
Aquesta guerra va durar del 1645 al 1675 i va agafar aquest nom per un crit de guerra dels amazics Zenaga (crit que apareix com Wakat Ashrabiba en la crònica de Walata); va tenir diverses causes: una n'era l'expansió al nord dels peuls i altres pobles negres des del Senegal que afectava els enclavaments comercials dels Hassan i Tashumsha a la riba del riu; altra, la rivalitat creixent entre els Awlad Hassan i els grups de llengua zenaga, i les exaccions dels primers sobre els altres; i el renaixement islàmic entre els zenagues, amb un patriotisme neoalmoràvit simbolitzat en el culte a l'imam al-Hadrami entre els Shamasid de l'Adrar. L'aparició d'un personatge carismàtic a la terra, Awbik ibn Axfagha Abhand ibn Yakub ibn Awkib al-Daymani al-Lamtuni, conegut per Nasir al-Din, en fou una altra causa a considerar; va iniciar la gihad per sotmetre els caps nominalment musulmans dels estats al nord i sud del riu Senegal i forçar a l'observança de l'islam als Awlad Hassan. Nasir al-Din fou derrotat i mort en la batalla de Tin-Yafdad el 1674: el moviment va tenir una reculada i els camperols van esdevenir vassalls dels Awlad Hassan. La guerra, doncs, va tenir com a final l'hegemonia dels Hassan àrabs; més dubtós és que l'aparició del sistema de castes del Sàhara fos degut a aquesta guerra, com es pensava anteriorment.

## Seglexviii
En aquest temps es van formar diversos estats independents, el principal en fou l'emirat de Trarza format al país dels Trarza, amb la dinastia dels Awlad Ahmad b. Daman i la figura destacada del seu rei Ali Shanzura (16703-1727), que va tenir el suport del sultà del Marroc Mawlay Ismail, i es va alliberar del vassallatge dels Brakna. Aquestos van emergir forts de la guerra de Shurbubba i la dinastia local dels Awlad Abd Allah va estendre el seu domini sobre el Tagant fins a l'Atlàntic.
Durant un segle Arguin i Portendick van ser disputades per Castella, Holanda i Anglaterra. El tractat de Versalles de 3 de setembre de 1783 va reconèixer la sobirania francesa sobre la costa fins al cap Blanc, que el sultà del Marroc considerava aleshores el seu límit sud.
Al final del segle xviii l'hegemonia dels Awlad Hassan va ser desafiada al Tagant pels sanhadja Idaw Ish sota direcció del seu cap Muhammad Shayn, que es va fer independent. Es va estendre a l'Adrar. Els Idaw Ish van restar independents fins a la colonització francesa. Es reclamaven d'ascendència directa almoràvit, però van abandonar la llengua zenaga, i van adoptar els títols i les maneres àrabs, i les tradicions de cort dels hassanis.

## Seglexix
Els britànics no van respectar gaire la nominal sobirania francesa a la costa de Mauritània. Després del tractat de París (1814) el 1817 França en va prendre possessió oficial quan ja Arguin i Portendick havien perdut tota la importància.
Els Brakna van perdre poder al segle xix, excepte en el regnat d'Ahmadu I (1818-1841), i van acabar sotmesos als francesos. L'emir de Trarza Mohammed Al-Habib (1827-1860) va sostenir la resistència amaziga (maure) contra els europeus. A l'Adrar els Awlad Yahya b. Uthman sota el seu enèrgic príncep Ahmad ibn Muhammad (1871-1891) i després Ahmad ibn Sidi Ahmad (1891-1899) buscaren reviure el comerç transsaharià. El personatge més notable en fou Bakar ibn Swayd Ahmad, cap dels Idaq Ish del Tagant, descendent de Muhammad Shayn.

## Colonialisme
Amb el govern de Louis Faidherbe al Senegal des de 1854 l'agressivitat francesa es va accentuar. El 1858 fou ocupada Walo a la riba senegalesa del riu Senegal i els maures allí establerts foren expulsats. Mohammed Al-Habib de l'emirat de Trarza i Mohammed Sidi Ould Mohammed de l'emirat de Brakna van haver de signar tractats que reconeixien la sobirania francesa sobre les seves poblacions a la proximitat del riu i en garantien el lliure comerç en 1858. Els francesos pensaven que els emirs eren poderosos, però en realitat el seu poder era molt limitat, i depenia de cada sobirà la influència que podia exercir sobre els pobles que l'acceptaven. Això va permetre respectar els tractats durant cinquanta anys, en els quals França va signar altres tractats comercials amb els caps de Tagant i Adrar. La deterioració del comerç a final del segle va aconsellar un control efectiu del territori.
El maig de 1903 es va declarar territori militar i Xavier Coppolani, amb una tropa, va ocupar Trarza i el 1904 Brakna; llavors es va establir el territori civil el novembre del 1904: rebé Coppolani el càrrec de comissari del govern general de l'AOF (Àfrica Occidental Francesa); el 1905 va sotmetre Tagant. Coppolani fou assassinat el 12 de maig de 1905 però el procés no es va aturar i després de la derrota de Ma al-Aynayn, el nord fou sotmès el 1913. Un decret de 4 de desembre de 1920 va transformar el govern civil en colònia. El 1948 fou declarat colònia dins la federació de l'Àfrica Occidental Francesa fins al 28 de novembre de 1958, en què va esdevenir autònoma sota el nom de República Islàmica de Mauritània, dins la Comunitat francesa. La capital en fou Nouakchott (Anwakshut).

### Comandants
- 12 de maig de 1903 - novembre de 1904 Xavier Coppolani

### Comissaris del govern general de l'AOF
- 1904 - 12 de maig de 1905 Xavier Coppolani
- 1905 - 27 de maig de 1905 Louis Frèrejean (interí)
- 1905 - Novembre de 1907 Bernard Laurent Montané-Capdebosq
- 1907 - 1909 Henri Joseph Eugène Gouraud)
- 1909 Claudel (interí)
- 1909 Aubert (interí)
- 1 de gener de 1910 - 1 de març de 1912 Henri Hippolyte Patey
- 1912 - 25 de maig de 1914 Charles Paul Isidore Mouret
- 1914 - 20 de novembre de 1916 Louis Jules Albert Obissier
- 1916 - 11 de desembre de 1920 Nicolas Jules Henri Gaden

### Tinents governadors
- 1920 - 1926 Nicolas Jules Henri Gaden
- 1926 - 1928 Albéric Auguste Fournier
- 1928 - 1929 Alphonse Paul Albert Choteau
- 1929 - 1931 René Héctor Émile Chazal
- 1931 - 1933 Gabriel Omer Descemet (interí)
- 1933 - 1934 Louis François Antonin (interí)
- 7 d'abril de 1934 - 5 de juliol de 1934 Gabriel Omer Descemet (segona vegada)
- 5 de juliol de 1934 - Agost de 1934 Adolphe Deitte
- Agost de 1934 - 1 de novembre de 1934 Jean-Baptiste Victor Chazelas (interí)
- 1934 - 1935 Richard Edmond Maurice Édouard Brunot
- 15 d'abril de 1935 - 10 de novembre de 1935 Jean-Baptiste Victor Chazelas (interí, segona vegada)
- 1935 - 1936 Jules Marcel de Coppet
- 1 de setembre de 1936 - 24 d'octubre de 1936 Jean Louis Beyries (interí)
- 1936 - 1938 Oswald Durand
- 7 d'agost de 1938 - novembre de 1938 Charles André Dumas (interí)
- 1938 - 1944 Jean Louis Beyries (segona vegada, interí fins a 28 d'agost de 1941)
- 1942 - 1944 Jean Chalvet (substituït interinament de Beyries)
- 1944 - 1945 Christian Robert Roger Laigret
- 1945 - 1946 René Babin (interí)
- 1946 - 1947 Georges Poirier (interí)
- 19 de juliol de 1947 - 31 de desembre de 1947 Lucien Eugène Geay (interí)
- 1947 - 1949 Henry Jean Marie de Mauduit
- 1949 - 1950 Édouard Louis Terrac (interí)
- 1950 - 1952 Jacques Camille Marie Rogué
- 1952 - 1954 Pierre Messmer (interí fins al 23 de febrer de 1953)
- 1954 - 1955 Albert Jean Mouragues
- 1955 - 1956 Jean Paul Parisot
- 1956 - 1958 Albert Jean Mouragues (segona vegada)

### Alts comissionats
5 d'octubre de 1958 - Febrer de 1959 Henri Joseph Marie Bernard 
Febrer de 1959 - 28 de novembre de 1960 Amédée Joseph Émile Jean Pierre Anthonioz.

## Independència
El 28 de setembre de 1958 es va celebrar a Mauritània un referèndum sobre la nova constitució de França, com a part d'un referèndum més ampli celebrat en tota la Unió Francesa. La nova constitució faria que el país passés a formar part de la nova Comunitat Francesa si era acceptada, o donaria lloc a la independència si era rebutjada. Va ser aprovada pel 94,04% dels votants. Després d'esdevenir autònoma el 28 de novembre de 1958, es va elegir una assemblea nacional el 17 de febrer de 1959 per sufragi universal, directe i secret. El 23 de juny de 1959 Moktar Ould Daddah fou investit com a Primer ministre.
El 19 d'octubre de 1960 es va acordar la independència, que fou proclamada el 28 de novembre de 1960 amb l'oposició del Marroc, que reclamava la sobirania del territori. El 20 de maig de 1961 es va adoptar una nova constitució de tipus presidencial i el 20 d'agost de 1961 Moktar Ould Daddah, candidat únic, fou elegit com a primer president representant a la Unió Nacional. La cooperació amb França fou regulada pel tractat del juny de 1962. Moktar fou reelegit el 7 d'agost de 1966 per cinc anys. El setembre de 1969 una entrevista amb el rei Hassan II del Marroc a Rabat va posar fi a la reclamació alauita a la sobirania del país i el juny de 1970 s'hi van establir relacions diplomàtiques. El 1971 Moktar fou reelegit altre cop president per altres cinc anys. El desembre de 1973 va ingressar a la Lliga Àrab.
En els acords de Madrid de 1975 Espanya va transferir l'administració (no la sobirania) del Sàhara occidental al Marroc i Mauritània. Aquest país va rebre el sud (la meitat de Riu d'Or). La resistència sahrauí va combatre amb valentia a les tropes mauritanes d'ocupació. Un atac del Polisario va arribar a la capital i els atacs van impedir l'explotació del ferro pels mauritans. Un grup patriòtic de l'exèrcit maurità, oposat a la dependència del Marroc i contrari a la guerra que arruïnava al país, va donar un cop d'estat el 10 de juliol de 1978. Poc després Mauritània renunciava a l'administració del sud del Sàhara i reconeixia la República Àrab Sahrauí Democràtica. Els marroquins es van apoderar del territori evacuat, si bé Mauritània ha mantingut de facto l'administració del port de La Agüera. Un altre cop militar posterior, el 12 de desembre de 1984, va portar al poder el comandant Taya, considerat més proper del Marroc, però l'estat va seguir reconeixent la RASD i Taya va esdevenir president electe el 1992; però, acusat de corrupció, fou enderrocat per un militar de nom Vall. En les presidencials del 1997 l'oposició, agrupada en el Front Popular (format per la UFD, Acció pel Canvi, L'Altala, Aliança pel Canvi i el Progrés, i la Unió per la Democràcia i el Progrés) va rebutjar participar-hi, i Maaouya Ould Sid'Ahmed Taya fou elegit president sense rival. Mohamed Ould Abdel Aziz va arribar al poder amb la seva victòria a les eleccions de març de 2007 i va substituir una junta militar que havia governat l'estat després de derrocar en 2005 amb cop d'estat el president Taya.
El 6 d'agost de 2008, el president de Mauritània, Sidi Mohamed Uld Cheij Abdallahi, el primer ministre, Yahya Uld Ahmed el Waghef, i el ministre de l'Interior, van ser detinguts pels caps de l'exèrcit. Després del cop d'estat Mohamed Ould Abdel Aziz es va convertir en president de l'Alt Consell d'Estat i va dimitir l'abril de 2009 per presentar-se com a candidat a les eleccions presidencials de juliol de 2009, que va guanyar i va ser reelegit el 2014. L'abril de 2018 el país es quedà dos dies sense accés a internet pel tall del cable. Mohamed Ould Ghazouani va assumir el càrrec l'agost del 2019 i va tornar a guanyar les eleccions de 2024, nomenant Moctar Ould Diay com a primer ministre després de la dimissió de Mohamed Ould Bilal.

### Presidents
- 28 de novembre de 1960 - 10 de juliol de 1978 Moktar Ould Daddah (primer ministre que fou cap d'estat interí fins al 20 d'agost de 1961)
- 10 de juliol de 1978 - 3 de juny de 1979 Mustafa Ould Salek (president de la junta militar)
- 3 de juny de 1979 - 4 de gener de 1980 Mohamed Mahmoud Ould Louly (cap d'estat)
- 4 de gener de 1980 - 12 de desembre de 1984 Mohamed Khouna Ould Haidalla (cap d'estat)
- 12 de desembre de 1984 - 18 d'abril de 1992 Maaouya Ould Sid'Ahmed Taya (cap d'estat)
- 18 d'abril de 1992 - 3 d'agost de 2005 Maaouya Ould Sid'Ahmed Taya, president pel Parti Républicain Démocratique et Social

Chairman of the Military Council for Justice and Democracy
- 3 d'agost de 2005 - 19 d'abril de 2007 Ely Ould Mohamed Vall (junta militar)
- 19 d'abril de 2007 - 6 d'agost de 2008 Sidi Mohamed Ould Cheikh Abdellahi
- 6 d'agost de 2008 - 15 d'abril de 2009 Mohammed Ould Abdel Aziz (Militar president del Consell d'Estat)
- 15 d'abril de 2009 - 5 d'agost de 2009 Ba Mamadou dit M'Baré (interí)
- 5 d'agost de 2009 - 1 d'agost de 2019 - Mohamed Ould Abdel Aziz, president pel partit Union pour la République
- 1 d'agost de 2019 - Mohamed Ould Ghazouani, president pel partit Union pour la République